# Folyóvízi sapkacsiga
A folyóvízi sapkacsiga (Ancylus fluviatilis) Európában és környékén elterjedt vízicsigafaj. 

## Megjelenése

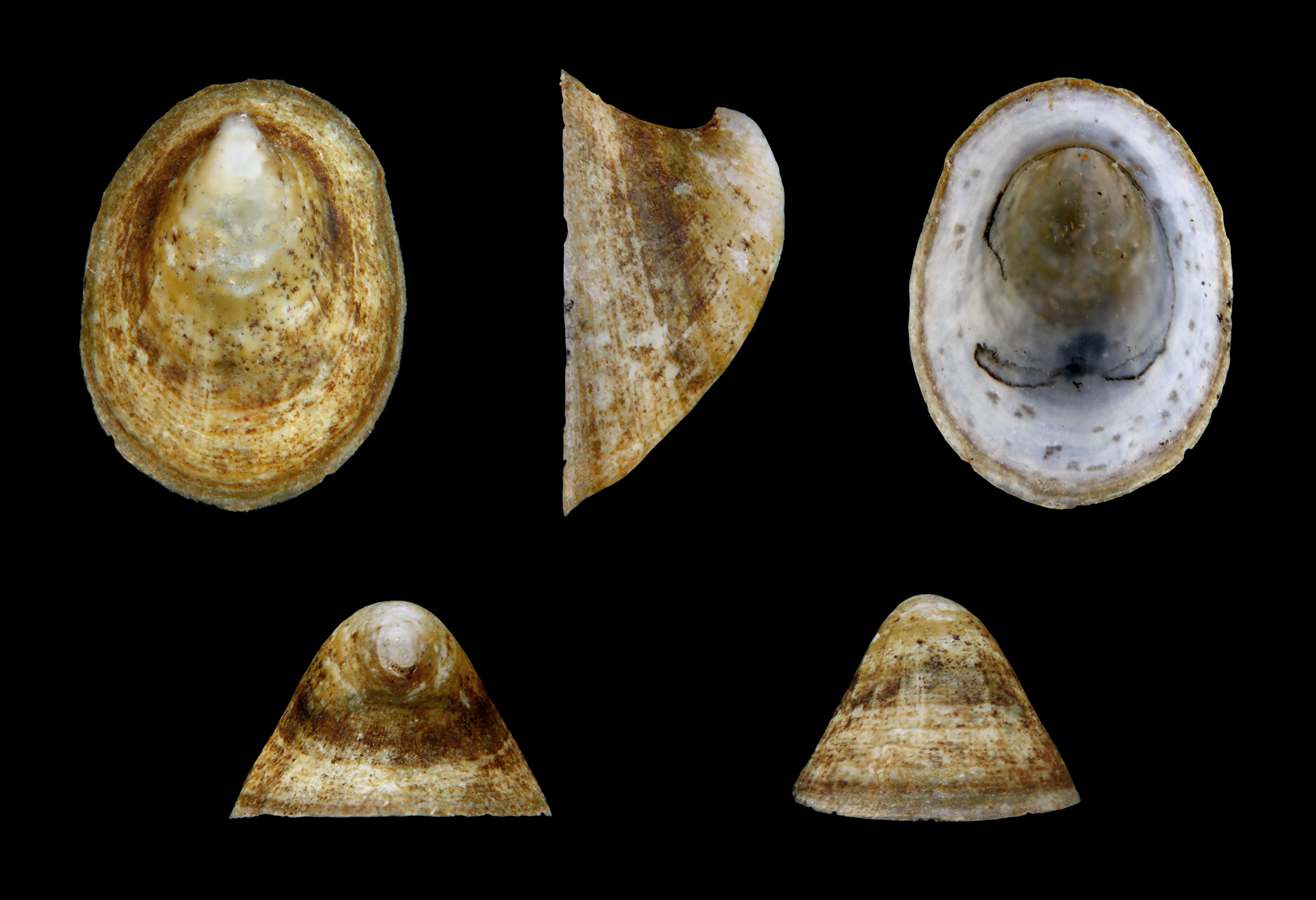

A csigaház 4–9 mm magas, 3–7 mm széles, nem csavarodott, hanem egyszerű, hátrafelé (és kissé jobbra) hajló kúp formájú. A ház felülről széles ellipszist formáz. A héj vékony, áttetsző, világossárgástól vörösbarnáig terjedő színű, kissé sugarasan bordázott. A csiga szürke, a fej környékén fekete foltokkal. A háza szinte teljesen betakarja, nem nyúlik ki a szájadék alól. Szemei a rövid, háromszögletű tapogatók tövében találhatóak. Ivar- és légzőnyílása a test jobb oldalán helyezkedik el. Bár rokonai tüdővel lélegeznek, a sapkacsiga nem jön fel a víz felszínére, hanem a testfalon keresztül, diffúzióval veszi fel a szükséges oxigént.

## Elterjedése
Észak-Skandinávia kivételével egész Európában, valamint Észak-Afrikában és Délnyugat-Ázsiában előfordul. Svájcban 1000 m, Bulgáriában 2300 m magasságig találták meg. Kelet- és Dél-Spanyolországban a második leggyakoribb vízicsiga, Portugáliában is gyakori. Közép-Európai populációja meggyérült a vízszennyezés következtében. Magyarországon viszonylag ritka, a hegyvidékek (Mátra, Börzsöny, Pilis) gyors folyású, oxigéndús patakjaiban, a szigetközi leapasztott medrű Duna–szakaszon, valamint egyes alföldi forrásokban él.

## Életmódja
A folyóvízi sapkacsiga tiszta vizű, oxigénben gazdag, gyorsan folyó patakokban, forrásokban és folyókban, valamint tavak hullámzó vizű partvidékén él, ahol a köveken, kövek alatt és a vízinövények leveleire tapadva található. A kövekre, levelekre tapadó algaréteggel táplálkozik. Hiányzik az időnként kiszáradó, vagy árvíz után folyásukat megváltoztató folyóvizekből. Nem viseli el, ha túl sok szerves üledék fedi el az aljzatot, vagy iszap takarja el a köveket, ahol táplálékát találja. Jelenléte szennyezésmentes vagy kevéssé szennyezett vizet jelent. Leginkább a 6,6-7,8 pH-jú vizet kedveli.
Petéit 3 mm-es, sárga kapszulákban rakja le a kövekre vagy egyéb szilárd víz alatti felszínekre. Összesen 7-10 kapszulát rak le, melyek egyenként 9-12 petét tartalmaznak. A csigák 24-27 nap múlva kelnek ki.
Magyarországon nem védett. 